# Mishka
Mishka, né Mishka Frith en 1974, est un auteur compositeur interprète né aux Bermudes, dont la musique associe reggae, soul et pop.
Il a passé son enfance sur un bateau avec ses parents et ses sœurs (la chanteuse Heather Nova est sa sœur aînée) et devint un véliplanchiste renommé. Il commença très tôt à écrire, et a publié à ce jour six albums, dont son quatrième "Guy With A Guitar" qui est un recueil de quelques-unes de ses chansons, mais en acoustique cette fois-ci.
Ses albums produits par JK Livin Records le furent sous l'égide de l'acteur américain Matthew McConaughey.

## Discographie
- Mishka, 1999, Sony (Avec la participation de Heather Nova)
- One Tree 2005, Creation Records
- Above the Bones 2009, J.K. Livin Records
- Guy With A Guitar 2009, © Universal Music Group (Il s'agit de ses propres reprises en acoustique)
- Talk About 2010, 2009, J.K. Livin Records
- Roots Fidelity 2015
- This Love, 2022 (Frédée +)